# 同源框
同源（异形）框（英語：Homeobox），或稱「同源匣」是某些影響動物、真菌及植物發育的基因所擁有的一段DNA序列，擁有同源框的基因稱作同源异形基因，統稱同源异形基因家族。
這段序列之長度約180個核苷酸，能轉錄出一段蛋白質结构域，稱為同源框结构域（Homeodomain）。

## 概述
同源框長約180個碱基对，編碼可與DNA結合的蛋白質位點（同源域）。同源框基因編碼的轉錄因子通常會開啟一系列其他基因，例如形成腿所需的所有基因。同源框结构域特異性結合DNA。然而，單一同源域蛋白的特異性通常不足以僅識別其所需的目標基因。在大多數情況下，同源性域蛋白在其目標基因的啟動子區域中發揮作用，通常與其他轉錄因子和同源性域蛋白形成複合物。此類複合物比單一同源域蛋白具有更高程度的標靶特異性。